# Communauté de communes de Desvres - Samer
La Communauté de communes de Desvres - Samer (CCDS) est une communauté de communes française, située dans le département du Pas-de-Calais et la région Hauts-de-France, arrondissement de Boulogne-sur-Mer. Elle est créée le 30 décembre 2008 avec pour date d’effet le 1er janvier 2009. Son siège est situé dans la commune de Desvres. Elle regroupe 31 communes et totalise 23 221 habitants en 2021. Elle est localisée dans l'ouest du département du Pas-de-Calais. Elle crée, en 2020, dans la commune de Samer, la « maison du cheval boulonnais » dédiée à cette race régionale.

## Historique
Le 1er janvier 2009, la communauté de communes du pays de la faïence de Desvres et la communauté de communes de Samer et environs fusionnent pour donner naissance à la communauté de communes de Desvres - Samer.
Depuis cette date, l'intercommunalité s'est dotée d'une nouvelle compétence, l'urbanisme. Ce transfert de compétences a été approuvé par 30 des 31 communes de l'Intercommunalité, seul Wirwignes s'y étant opposé.

## Territoire communautaire

### Localisation
Le territoire de la communauté de communes, situé à une trentaine de kilomètres du tunnel sous la Manche, à deux heures des côtes anglaises et à 150 kilomètres de la Belgique, constitue la partie est de la boutonnière du Boulonnais, qui comporte également la communauté d'agglomération du Boulonnais à l'ouest. L'ensemble forme, avec la communauté de communes de la Terre des Deux Caps, le Boulonnais, compris dans le périmètre du parc naturel régional des Caps et Marais d'Opale.
L'altitude varie de 11 mètres à l'ouest à Carly, au niveau du lit de la Liane en aval du territoire, à 211 mètres à l'est à Lottinghen et Quesques (en haut des coteaux de la boutonnière). Plusieurs monts à Samer, Desvres, etc. dépassent les 200 mètres. Le Mont Hulin se situe à 206 mètres.

#### Accès et transports
La route nationale 42 passe au nord du territoire. Elle relie Boulogne-sur-Mer à Saint-Omer. L'autoroute A16 (Dunkerque - Calais Boulogne-sur-Mer - Rouen) passe hors des limites à l'ouest. Le territoire est maillé par différentes routes départementales et communales.
La Départementale 341 traverse le territoire communautaire.  Elle dessert notamment Wirwignes, Desvres, Longfossé ou encore Senlecques. Cette départementale permet notamment de relier d'un trait Boulogne-sur-Mer à Thérouanne.
La ligne de chemin de fer de Saint-Omer à Hesdigneul passe à Samer et Desvres, mais n'accueille depuis 1968 que le fret. Les gares voyageur se situent à Boulogne-sur-Mer et Calais - Fréthun (et, plus localement, la gare d'Hesdigneul). Boulogne et Calais sont également reliées à l'Angleterre par ferry.

#### Environnement

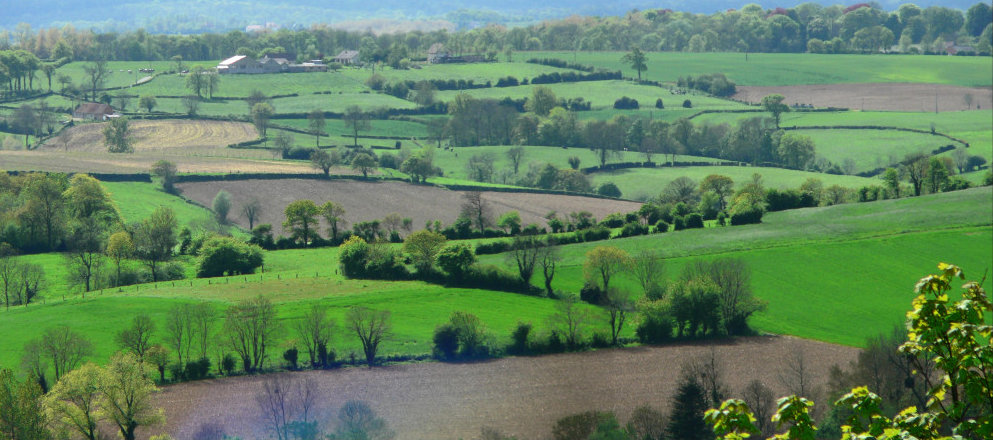
Le bocage du Boulonnais.

Le paysage est bocager, il est divisé en six secteurs. La majorité du territoire est classée en ZNIEFF de type 2 ; il existe également des ZNIEFF de type 1, des secteurs Natura 2000, des réserves naturelles régionales. On compte un nombre important de mares et de vergers. La forêt domaniale de Desvres est entièrement incluse dans le territoire.
Le territoire est dans le bassin de la Liane (agence de l'eau Artois - Picardie). Il existe des risques d'inondations et liés aux sols argileux (retrait - gonflement). Le territoire est soumis au SAGE (Schéma d'aménagement et de gestion des eaux) du Boulonnais.

#### Agriculture
Le territoire bocager est essentiellement agricole. Il est tourné vers l'industrie laitière des pâturages au conditionnement à la laiterie industrielle de Viel Moutier, premier employeur de l'intercommunalité (430 salariés). Cette usine génère un trafic qui donne son nom à la « route du lait ».

### Composition

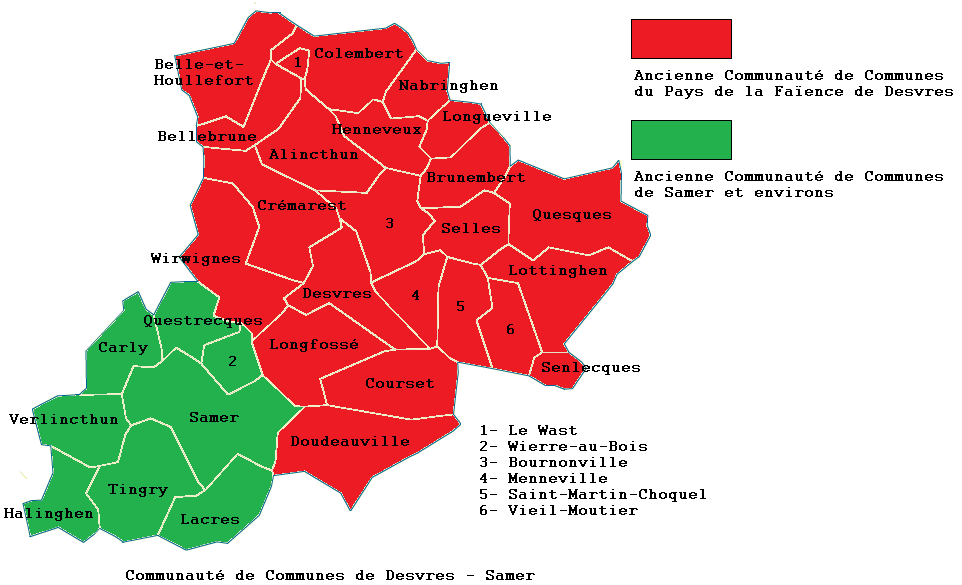
La carte des communes composant la communauté de communes de Desvres - Samer.

La communauté de communes est composée des 31 communes suivantes :

| Nom                  | Code Insee | Gentilé          | Superficie (km2) | Population (dernière pop. légale) | Densité (hab./km2) |
| -------------------- | ---------- | ---------------- | ---------------- | --------------------------------- | ------------------ |
| Desvres (siège)      | 62268      | Desvrois         | 9,42             | 4 827 (2022)                      | 512                |
| Alincthun            | 62022      | Alincthunois     | 9,88             | 296 (2022)                        | 30                 |
| Belle-et-Houllefort  | 62105      | Bellois          | 9,14             | 524 (2022)                        | 57                 |
| Bellebrune           | 62104      | Bellebrunois     | 5,32             | 429 (2022)                        | 81                 |
| Bournonville         | 62165      | Bournonvillois   | 8,71             | 226 (2022)                        | 26                 |
| Brunembert           | 62179      | Brunembertois    | 6,11             | 394 (2022)                        | 64                 |
| Carly                | 62214      | Carlysiens       | 6,31             | 633 (2022)                        | 100                |
| Colembert            | 62230      | Colembertois     | 9,92             | 907 (2022)                        | 91                 |
| Courset              | 62251      | Coursetois       | 10,24            | 509 (2022)                        | 50                 |
| Crémarest            | 62255      | Crémarestois     | 11,69            | 802 (2022)                        | 69                 |
| Doudeauville         | 62273      | Doudeauvillais   | 13,74            | 605 (2022)                        | 44                 |
| Halinghen            | 62402      | Halinghenois     | 5,53             | 309 (2022)                        | 56                 |
| Henneveux            | 62429      | Henneveusiens    | 5,49             | 274 (2022)                        | 50                 |
| Lacres               | 62483      | Lacrois          | 8,23             | 249 (2022)                        | 30                 |
| Longfossé            | 62524      | Longfosséens     | 10,22            | 1 515 (2022)                      | 148                |
| Longueville          | 62526      | Longuevillois    | 3,49             | 147 (2022)                        | 42                 |
| Lottinghen           | 62530      | Lottinghinois    | 10,11            | 541 (2022)                        | 54                 |
| Menneville           | 62566      | Mennevillois     | 5,27             | 652 (2022)                        | 124                |
| Nabringhen           | 62599      | Nabringhinois    | 4,17             | 233 (2022)                        | 56                 |
| Quesques             | 62678      | Quesquois        | 13,73            | 722 (2022)                        | 53                 |
| Questrecques         | 62679      | Questrecquois    | 5,84             | 333 (2022)                        | 57                 |
| Saint-Martin-Choquel | 62759      | Choquellois      | 6,18             | 444 (2022)                        | 72                 |
| Samer                | 62773      | Samériens        | 16,78            | 4 642 (2022)                      | 277                |
| Selles               | 62786      | Sellois          | 6,35             | 304 (2022)                        | 48                 |
| Senlecques           | 62789      | Senlecquois      | 2,01             | 255 (2022)                        | 127                |
| Tingry               | 62821      | Tingryens        | 11,36            | 293 (2022)                        | 26                 |
| Verlincthun          | 62845      | Verlincthunois   | 7,02             | 514 (2022)                        | 73                 |
| Vieil-Moutier        | 62853      | Vétumonastériens | 5,77             | 385 (2022)                        | 67                 |
| Le Wast              | 62880      | Wastiens         | 0,93             | 203 (2022)                        | 218                |
| Wierre-au-Bois       | 62888      | Wierrois         | 3,83             | 228 (2022)                        | 60                 |
| Wirwignes            | 62896      | Wirwignois       | 12,47            | 743 (2022)                        | 60                 |

### Démographie
| 1968   | 1975   | 1982   | 1990   | 1999   | 2006   | 2011   | 2016   | 2022   |
| ------ | ------ | ------ | ------ | ------ | ------ | ------ | ------ | ------ |
| 17 942 | 18 141 | 18 091 | 18 942 | 19 717 | 20 604 | 21 984 | 22 852 | 23 138 |

### Logement
En 2022, le nombre total de logements dans la communauté de communes était de 10 287, alors qu'il était de 9 738 en 2016 et de 9 096 en 2011
, soit une progression du nombre total de logements de 13,1 % depuis 2011.
Parmi ces 10 287 logements, 89,5 % étaient des résidences principales, (soit 9 203 logements), 2,6 % des résidences secondaires et 7,9 % des logements vacants. Ces logements étaient pour 93,8 % d'entre eux des maisons individuelles et pour 5,6 % des appartements.
Sur les 9 203 résidences principales, 71,7 % sont occupées par des propriétaires, 26,7 % par des locataires et 1,6 % par des personnes logées gratuitement.
Le tableau ci-dessous présente la typologie des logements dans la communauté de communes en 2022 en comparaison avec celle du Pas-de-Calais et de la France entière. Une caractéristique marquante du parc de logements est ainsi la faible proportion des résidences secondaires et logements occasionnels (2,6 %) par rapport au département (6,6 %) et à la France entière (9,7 %) ainsi que d'une proportion de logements vacants (7,9 %) inférieure à celle du département (7,2 %) et de la France entière (8 %).
| Typologie                                               | Communauté de communes | Pas-de-Calais | France entière |
| ------------------------------------------------------- | ---------------------- | ------------- | -------------- |
| Résidences principales (en %)                           | 89,5                   | 86,2          | 82,3           |
| Résidences secondaires et logements occasionnels (en %) | 2,6                    | 6,6           | 9,7            |
| Logements vacants (en %)                                | 7,9                    | 7,2           | 8              |

Le tableau ci-dessous présente le type de combustible principal utilisé dans les résidences principales ainsi que l'évolution des différents types de combustible entre 2011 et 2022.
| Type de combustible principal du logement | Communauté de communes | Communauté de communes | Communauté de communes | Pas-de-Calais 2022 |
| Type de combustible principal du logement | 2011                   | 2022                   | △                      | Pas-de-Calais 2022 |
| ----------------------------------------- | ---------------------- | ---------------------- | ---------------------- | ------------------ |
| Gaz de ville - réseau de chaleur          | 21,9 %                 | 21,3 %                 | -0,6                   | 51,7 %             |
| Fioul (mazout)                            | 20,1 %                 | 13,0 %                 | -7,1                   | 7,4 %              |
| Électricité                               | 24,6 %                 | 27,2 %                 | 2,6                    | 24,4 %             |
| Gaz en bouteilles ou en citerne           | 3,4 %                  | 2,1 %                  | -1,3                   | 1,0 %              |
| Autres (bois, solaire, géothermie, etc.)  | 30,0 %                 | 36,3 %                 | 6,3                    | 15,5 %             |

### Économie

#### Revenus de la population et fiscalité
En 2021, la communauté de communes compte 8 936 ménages fiscaux, regroupant 22 517 personnes.
En 2021, le revenu fiscal médian par ménage, le taux de pauvreté des ménages et la part des ménages fiscaux imposés de la communauté de communes, du département du Pas-de-Calais et de la métropole sont les suivants :
- le revenu fiscal médian par ménage de la communauté de communes est de 21 430 €, supérieur à celui du département du Pas-de-Calais (20 720 €) et inférieur à celui de la France métropolitaine (23 080 €)[Insee 8],[Insee 9],[Insee 10] ;
- le taux de pauvreté des ménages de la communauté de communes est de 14,5 %, inférieur à celui du département du Pas-de-Calais (18,4 %) et inférieur à celui de la métropole (14,9 %)[Insee 11],[Insee 12],[Insee 13] ;
- la part des ménages fiscaux imposés dans la communauté de communes est de 45,6 %, supérieure à celle du département du Pas-de-Calais (44,1 %) et inférieure à celle de la métropole (53,4 %)[Insee 8],[Insee 9],[Insee 10].

#### Emploi
|                       | 2011   | 2016   | 2022   |
| --------------------- | ------ | ------ | ------ |
| CC de Desvres-Samer   | 11,1 % | 12,9 % | 10,1 % |
| Département           | 11,3 % | 13,7 % | 11,2 % |
| France métropolitaine | 11,6 % | 13,7 % | 11,7 % |

En 2022, la population âgée de 15 à 64 ans s'élève à 14 116 personnes, parmi lesquelles on compte 75,7 % d'actifs (68,1 % ayant un emploi et 7,6 % de chômeurs) et 24,3 % d'inactifs,. En 2022, le taux de chômage (au sens du recensement) des 15-64 ans est inférieur à celui du département et inférieur à celui de la France métropolitaine.
La communauté de communes compte 6 415 emplois en 2022, contre 5 961 en 2016 et 5 770 en 2011. Le nombre d'actifs ayant un emploi résidant dans la communauté de communes est de 9 708, soit un indicateur de concentration d'emploi de 66,1 et un taux d'activité parmi les 15 ans ou plus de 58,3 %.
Sur ces 9 708 actifs de 15 ans ou plus ayant un emploi, 7 715 travaillent dans la communauté de communes, soit 80 % des habitants. Pour se rendre au travail, 88,3 % des habitants de la communauté de communes utilisent une voiture, un camion ou une fourgonnette, 1,4 % les transports en commun, 5 % s'y rendent en deux-roues motorisé, à vélo ou à pied et 5,3 % n'ont pas besoin de transport (travail au domicile).

#### Entreprises et commerces
Le territoire s'oriente également vers les services et commerces de proximité et le tourisme ; il est par ailleurs le Pays de la faïence de Desvres[Quoi ?]. Ce savoir-faire local a conduit à la création du village des métiers d'art de Desvres[Quoi ?]. De même, afin de préserver ce patrimoine, l'intercommunalité a créé en 2004 un label spécifique pour sa faïence intitulé « Pays de la Faïence de Desvres ». Ce label assure le respect du savoir du territoire, la réalisation manuelle et le respect strict d'un cahier des charges prédéfini.
Le Territoire dispose également d'un musée entièrement consacré à la faïence, construit en 1991, ce musée est appelé "Maison de la Faïence".
L'office de tourisme a deux antennes implantées à Desvres et Samer.

##### Industries
Des activités industrielles sont implantées sur le territoire communautaire, comme l'usine Bic - Conté à Samer.
La Communauté de Communes de Desvres - Samer dispose de deux centres économiques majeurs. Ces centres sont appelés zones d'activités, elles appartiennent à l'intercommunalité qui convainc les Entreprises à s'implanter sur son territoire. 
- La zone d'activité d'Alincthun est divisée en 16 parcelles qui accueillent des Entreprises variées, supermarchés, artisans, constructeurs ou encore des activités économiques. La zone d'activité d'Alincthun correspond à un axe d'impulsion pour l'économie de l'intercommunalité.
- La zone d'activité de Desvres est plus modeste, elle ne comporte que trois parcelles, bien qu'elle s'étende sur 23 950 m².

##### Activités hors agriculture
En 2022, 1 260 établissements marchands non agricoles sont économiquement actifsdans la  communauté de communes,,.
| Secteur d'activité                                                                                        | CC de Desvres-Samer | CC de Desvres-Samer | Département |
| Secteur d'activité                                                                                        | Nombre              | %                   | %           |
| --- | ------------------- | ------------------- | ----------- |
| Ensemble                                                                                                  | 1 260               | 100 %               | (100 %)     |
| Industrie manufacturière, industries extractives et autres                                                | 110                 | 8,7 %               | (5,3 %)     |
| Construction                                                                                              | 216                 | 17,1 %              | (11,7 %)    |
| Commerce de gros et de détail, transports, hébergement et restauration                                    | 299                 | 23,7 %              | (22,5 %)    |
| Information et communication                                                                              | 15                  | 1,2 %               | (3,6 %)     |
| Activités financières et d'assurance                                                                      | 56                  | 4,4 %               | (5,3 %)     |
| Activités immobilières                                                                                    | 76                  | 6,0 %               | (5,7 %)     |
| Activités spécialisées, scientifiques et techniques et activités de services administratifs et de soutien | 170                 | 13,5 %              | (20,2 %)    |
| Administration publique, enseignement, santé humaine et action sociale                                    | 197                 | 15,6 %              | (15,8 %)    |
| Autres activités de services                                                                              | 121                 | 9,6 %               | (9,9 %)     |

Le secteur de la construction représente 17,1 % du nombre total d'établissements de la commune (216 sur les 1260 entreprises implantées dans la communauté de communes), contre 22,5 % au niveau départemental, à l'inverse, le secteur des activités spécialisées, scientifiques et techniques et activités de services administratifs et de soutien avec 13,5 % du nombre total d'établissements est inférieur à celui du département (20,2 %).

#### Tourisme

##### Hôtellerie, camping et autres hébergements collectifs
Au 1er janvier 2025, la communauté de communes de Desvres-Samer dispose de deux hôtels pour une capacité totale de 52 chambres, de trois campings totalisant 248 emplacements et d'aucun autre type d'hébergement collectif,.

## Administration

### Siège
La Communauté de communes a son siège à Desvres, 41 rue des Potiers.

### Élus
La Communauté de communes est administrée par son Conseil communautaire, composé, pour le mandat 2014-2020,  de 52 conseillers communautaires, qui sont des conseillers municipaux représentant chacune des communes membres.
Le conseil communautaire du 17 avril 2014 a réélu son président, Claude Prudhomme, conseiller général du Canton de Desvres, maire de Crémarest, et élu ses vice-présidents, qui sont :
1. Michel Sergent, conseiller municipal de Desvres, chargé de l'aménagement de l'espace, de l'urbanisme et du logement ;
2. Aimé Herduin, maire de Carly, chargé des finances et du dialogue social ;
3. Gérard Pécron, maire de Desvres, chargé du tourisme ;
4. M. Claude Bailly, maire de Samer, chargé du développement économique ;
5. Joël Pruvost, premier maire-adjoint de Menneville, chargé de l'animation et de la jeunesse ;
6. Evelyne Durot, conseillère municipale à Doudeauville, chargée des services à la population et du développement du lien social ;
7. Bertrand Flahaut, maire de Wierre-au-Bois, chargé des travaux et de la gestion des déchets ;
8. Thierry Cazin, maire-adjoint de Colembert, chargé des enjeux agricoles et du développement durable ;
9. Samuel Gest, maire-adjoint de Quesques, chargé des statuts et de la mutualisation ;
10. Anita Thomas, première maire-adjointe de Longfossé, chargée de l'enfance[4].

Ensemble, ils forment le bureau de la communauté de communes, c'est-à-dire son exécutif pour le mandat 2014-2020.

### Liste des présidents
| Période        | Période                      | Identité            | Étiquette | Qualité                                                                    |
| -------------- | ---------------------------- | ------------------- | --------- | -------------------------------------------------------------------------- |
| 5 janvier 2009 | En cours (au 4 janvier 2015) | M. Claude Prudhomme | PS        | Maire de Crémarest Conseiller départemental Réélu pour le mandat 2014-2020 |

### Compétences
L'intercommunalité exerce les compétences qui lui sont déléguées par les communes membres. Il s'agit de : 
- l'animation économique et le développement territorial ;
- le sport et la culture ;
- la petite enfance ;
- les finances ;
- l'aménagement du territoire et l'urbanisme ;
- le tourisme ;
- les travaux ;
- la gestion des déchets ménagers ;
- le développement durable et l'environnement ;
- les services aux communes ;
- les services à la population ;
- la communication et les nouvelles technologies.

## Projets et réalisations

### Urbanisme et environnement
Un plan local d'urbanisme intercommunal (PLUI) a été lancé en 2013  sur l'ensemble du territoire, à la suite de la loi Grenelle II portant engagement national pour l'environnement. Son Le projet d'aménagement et de développement durable (PADD) a été approuvé en décembre 2013.
La communauté a approuvé le 18 juin 2013 son agenda 21, qui comprend 48 actions construites autour de trois grands axes : 
- La biodiversité,  santé et Environnement, alimentation ;
- Énergie, déplacements, habitat, lutte contre le réchauffement ;
- Économie sociale et solidaire et consommation écoresponsable[8].

Celui-ci a été labellisé par l'État début 2014.

### Habitat
La communauté lance en 2014 une Opération programmée d'amélioration de l'habitat (OPAH) destinée à améliorer le confort des logements, rendre possible un maintien à domicile ou créer une location.